# 无毛臭黄荆
无毛臭黄荆（学名：Premna fordii var. glabra）为马鞭草科豆腐柴属下的一个变种。